# Xã Mayfield, Quận Hall, Nebraska
Xã Mayfield (tiếng Anh: Mayfield Township) là một xã thuộc quận Hall, tiểu bang Nebraska, Hoa Kỳ. Năm 2010, dân số của xã này là 637 người.